# Emeritura
Emeritura (také emeritace) znamená knižně výslužba, penze. Etymologicky souvisí se slovem meritum = „to, co zasluhuje pozornost/má hodnotu“.
Přídavné jméno emeritní (zkratka em., latinsky emeritus, příčestí od emerēre < e[x]- + merēre = zasluhovat) se používá ve významech vysloužilý, bývalý, zasloužilý, ve výslužbě, čestný. Neznamená automaticky, že je osoba zbavena všech svých předešlých pracovních práv a povinností.
Příklady:
- emeritní profesor (latinsky professor emeritus, používá se i v angličtině) – může mít nadále svoji pracovnu, příležitostně přednášet, vypracovávat posudky, vést nebo konzultovat diplomové práce apod.
- emeritní soudce – čestný titul bývalého soudce, který dříve soudil u určitého soudu (např. u Ústavního soudu České republiky)
- emeritní biskup – může si ponechat bydliště, nadále udělovat svátosti apod. 
  - výjimečně může existovat také emeritní papež – např. Benedikt XVI. v letech 2013–2022
- emeritní pěvec – např. operní zpěvák v důchodu, který ještě může příležitostně hostovat a vystupovat
- emeritní předseda, prezident atd. – požívající nadále určitých privilegií, případně i renty
- emeritní sládek – není už zodpovědným zaměstnancem pivovaru, ale může být dále zván k výrobnímu procesu